# Sara Saftleven
Sara Saftleven (getauft am 26. Mai 1644 in Utrecht, begraben am 17. Oktober 1702 in Naarden) war eine niederländische Malerin.

## Leben und Werk
Sara Saftleven wurde am 26. Mai 1644 in Utrecht getauft. Sie war die Tochter des Malers Herman Saftleven (1609–1685) und Anna van Vliet (died 1684). Sie hatte zwei Brüder und eine Schwester, doch nur Sara folgte dem Vater als Malerin. Sara Saftlven war dreimal verheiratet, zunächst heiratete sie im Juni 1671 in Utrecht Jacob Adriaensz Broers, dann vor dem 16. Oktober 1685 Paul Dalbach († 1691) und in Blaricum am 5. Oktober 1692 Jacob Ploos (1630–1694).
Saftleven stammte aus einer Familie, in der es bereits mehrere Maler gab, neben ihrem Vater, waren auch ihr Onkel Cornelis Saftleven und ihr Großvater Maler und lernte das Malen wahrscheinlich von ihrem Vater, der vor allem für seine Gemälde, Zeichnungen und Drucke mit Landschaften sowie botanischen und topografischen Themen bekannt war. Ihr können nur zwei botanische Zeichnungen zugeschrieben werden: eine einer roten Anemone und eine einer Kapuzinerkresse. Beide befinden sich im Museum Boijmans-van Beuningen, Rotterdam.
Sara Saftleven wurde am 17. Oktober 1702 in der Grote Kerk in Naarden beigesetzt.